# K-pop démonvadászok
A K-pop démonvadászok (eredeti cím: KPop Demon Hunters) 2025-ben bemutatott amerikai 3D-s számítógépes animációs zenés fantasyfilm, amelyet Maggie Kang és Chris Appelhans rendezett.
Amerikában és Magyarországon 2025. június 20-án mutatta be a Netflix.

## Cselekmény
Nemzedékeken át démonok vadásztak az emberekre, lelküket Gwi-Ma, a démonok uralkodója táplálékául ajánlva. Végül három nőből álló csapat emelkedett ki, akik démonvadászokként működve létrehozták a Honmoon nevű mágikus határvonalat, ezzel elzárva a démonokat az emberek világától. A vadászok öröksége generációról generációra tovább öröklődött: minden új trió az énekhangját használta a Honmoon fenntartásához.
A jelenben a HUNTR/X nevű K-pop lánycsapat – tagjai: Rumi, Mira és Zoey – titokban démonvadászként működik Celine irányítása alatt, aki korábban maga is démonvadász volt, valamint Rumi nevelője. Világ körüli turnéjuk befejezése után a lányok a „Golden” című új kislemezük felvételére készülnek, amikor Rumi elkezdi elveszíteni a hangját, mivel ő valójában apja oldaláról félig démon (amit nem tud elfogadni), amit eddig titokban tartott Mira, Zoey és a világ előtt. Egy visszaemlékezésben Celine elmondja neki, hogy ha a démonokat végleg kiirtják, a Honmoon arannyá válik, ez a végső pecsét, ami örökre száműzheti a démonokat, és talán Rumi démoni jegyeit is eltüntetheti.
A démonvilágban Gwi-Ma dührohamot kap szolgái sikertelensége miatt. Ekkor egy Jinu nevű démon új tervet javasol: egy K-pop fiúcsapat, a Saja Boys megalapítását, hogy a népszerűség révén a rajongók önszántukból álljanak el a HUNTR/X mellől, ezzel folyamatosan gyengítve a Honmoont, cserébe Gwi-Ma törölné Jinu emberi emlékeit (amelyeket szégyell, és amelyek az őrületbe kergetik). A HUNTR/X találkozik a Saja Boys tagjaival, és gyorsan leleplezik valódi természetüket, de egy összecsapás során nem sikerül megállítaniuk őket. A harc közben Jinu rájön, hogy Rumi félig démon, de segít neki eltitkolni ezt a többiek elől.
Titokban Jinu elmondja Ruminak, hogy a démonokat Gwi-Ma hangjai által beléjük ültetett szégyen és bánat tartja rabságban. Felfedi, hogy 400 évvel korábban Gwi-Ma egy gyönyörű éneklőhanggal ajándékozta meg, amely segítségével ő és családja kiemelkedett a szegénységből, ám később Gwi-Ma elátkozta, és száműzte a démonvilágba. Jinu azóta bűntudattal él családja bukása miatt.
Ahogy közeledik az Idol Awards, a HUNTR/X igyekszik gyorsan elkészíteni egy új dalt, a „Takedown”-t, hogy leleplezzék és lealázzák a Saja Boyst. A fiúcsapat népszerűsége eközben az egekbe szökik. Mira gyanakodni kezd Rumira, amikor megkérdőjelezi, hogy a „Takedown” nem túl gyűlöletteljes-e a démonokkal szemben. Rumi belső konfliktusba kerül kettős identitása miatt: részvétet érez a démonok iránt, és egy tervet javasol Jinunak. Ha segít a HUNTR/X-nek megnyerni az Idol Awardst és újraformálni a Honmoont, akkor talán ember maradhat, és végleg megszabadulhat a démonvilág béklyóitól.
Ahogy a Honmoon egyre gyengül, és egyre több ember lelkét rabolják el a démonok, Mira ragaszkodik hozzá, hogy Rumiék az életek megmentését helyezzék előtérbe a „Takedown” átírása helyett. Rumi bevallja Jinunak, hogy a származása miatti szégyenérzete gyengítette meg a hangját, de a vele folytatott beszélgetések meggyógyították azt. Miután együtt énekelnek, Jinu többé nem hallja Gwi-Ma hangját, és elhatározza, hogy szabotálja a Saja Boys tervét. Ám Gwi-Ma magához idézi Jinut, emlékezteti őt a közöttük kötött alkura és arra az igazságra, amelyet rejteget, hogy valójában önként hagyta hátra a családját a hírnév kedvéért. Megfenyegeti, hogy visszahozza a gyötrő hangokat, ha Jinu nem engedelmeskedik.
Az Idol Awards gálán a Saja Boys nem jelenik meg, a HUNTR/X pedig előadja a „Golden” című dalt, amely az egységet hirdeti, nem a démonok elleni gyűlöletet. Azonban démonok, akik Mira és Zoey alakját öltötték magukra, rászedik Rumit, hogy mégis adja elő a „Takedown”-t. Az előadás során leleplezik Rumi démoni jegyeit. Rumi pánikba esik és elmenekül a színpadról, és összefut a valódi Mirával és Zoey-val, akik árulásként élik meg, hogy eltitkolta előlük származását és Jinuval való kapcsolatát. Rumi szembesíti Jinut, aki először tagadja az igazságot, majd beismeri, hogy valóban elhagyta a családját, ezzel megerősítve Gwi-Ma szavait.
Gwi-Ma transzba ejti Mirát, Zoey-t és a közönséget, hogy elcsábítsa őket a Saja Boys végső fellépésére, amelynek célja a Honmoon teljes megsemmisítése és Gwi-Ma felszabadítása. Rumi találkozik Celine-nel, és megkéri, hogy ölje meg őt démoni volta miatt. Celine ezt visszautasítja, felajánlja, hogy eltussolja a történteket, de Rumi kirohan ellene, amiért sosem szerette őt igazán, majd elviharzik. Rumi ezután megszakítja a Saja Boys előadását egy új dallal, amely a szégyenről és félelemről szól, ezzel megtöri Gwi-Ma bűvöletét. A HUNTR/X újra egyesül, harcba szállnak, és felszabadítják a közönséget. Jinu feláldozza magát, hogy megmentse Rumit Gwi-Mától, és ráruházza a megtisztított lelkét. Az így megerősödött HUNTR/X legyőzi Gwi-Mát és a Saja Boyst, végül újra lezárják a démonokat és részben helyreállítják a Honmoont.
A történtek után Rumi, aki többé nem szégyelli önmagát, végre nyugodtan pihenhet Mira és Zoey társaságában. A HUNTR/X később ismét nyilvánosan megjelenik, hogy találkozzanak rajongóikkal.

## Szereplők
| Szerep | Eredeti hang                        | Magyar hang     | Leírás |
| ------ | ----------------------------------- | --------------- | --- |
| Rumi   | Arden Cho Ejae (énekhang)           | Gáspár Kata     | A HUNTR/X főénekese és vezetője, aki harc közben egy saingeom kardot forgat. Kezdetben démonvadászként mutatkozik be, ám később kiderül, hogy félig démon, egy démon és néhai édesanyja, Ryu Mi-yeong, egykori démonvadász és volt K-pop sztár gyermeke.      |
| Jinu   | Ahn Hyo-seop Andrew Choi (énekhang) | Szatory Dávid   | A Saja Boys vezetője, egy démon, akit kísért a múltja. |
| Mira   | May Hong Audrey Nuna (énekhang)     | Szilágyi Csenge | A HUNTR/X fő táncosa, aki harc közben egy woldo lándzsát használ. Mélyen belül úgy érzi, hogy nem érdemel sem családot, sem barátokat, mivel gyerekkorában „problémás gyereknek” tartották.                                                                   |
| Zoey   | Ji-young Yoo Rei Ami (énekhang)     | Csuha Borbála   | A HUNTR/X fő rappere és legfiatalabb tagja, aki harcban dobókéseket használ. Koreai–amerikai származású, és Burbankben nőtt fel. Gyakran küzd azzal az érzéssel, hogy nem elég fontos a barátai életében, és bizonytalan a saját szerepében a csapaton belül. |
| Celine | Yunjin Kim Lea Salonga (énekhang)   | Németh Borbála  | Rumi nevelőanyja és egykori démonvadász, aki korábban együtt harcolt Rumi édesanyjával. Megszállottan küzd a démonok elpusztításáért, fekete-fehér szemléletet követve, képtelen elfogadni, hogy létezik szürke zóna is a jó és rossz között.                 |
| Bobby  | Ken Jeong                           | Vida Péter      | A HUNTR/X menedzsere és fő PR-képviselője. |
| Gwi-Ma | I Bjonghon                          | Viczián Ottó    | A démonok királya, aki az emberiséget a gyengeséggel és bizonytalanságokkal fertőzi meg. |

### Magyar változat
- Magyar szöveg: Nacsa-Bán Zsanett
- Dalszöveg: Cseh Dávid Péter
- Hangmérnök: Bogdán Gergő
- Vágó: Kránitz Bence
- Gyártásvezető: Kablay Luca
- Szinkronrendező: Molnár Ilona
- Zenei rendező: Császár Bíró Szabolcs
- Produkciós vezető: Haramia Judit

A szinkront az Iyuno Hungary készítette el.

## A film készítése
2021 márciusában bejelentették, hogy a K-pop démonvadászok munkacímet viselő film fejlesztés alatt áll a Sony Pictures Animationnél. A rendezői feladatokat Maggie Kang és Chris Appelhans látják el, míg a forgatókönyvet Hannah McMechan és Danya Jimenez írják. A producerek között szerepel Aron Warner. és Michelle L.M. Wong. Emellett bejelentették, hogy Mingjue Helen Chen lesz a látványtervező, Ami Thompson pedig a művészeti vezető.
A film ötlete Kang fejéből született, aki egy „koreai kultúrában játszódó” filmet akart készíteni; ennek érdekében „beleásta magát a mitológiába és démonológiába, hogy valami vizuálisan egyedi dolgot találjon”, ami eltér a „mainstream médiában” megszokottaktól. A filmet saját szavaival „szerelmeslevélnek” nevezte a K-pophoz és „koreai gyökereihez”. A karakterdizájn kapcsán Kang kiemelte, hogy el akart térni az olyan „Marvel női szuperhősöktől, akik egyszerűen csak szexik, menők és kemények”, és helyettük olyan lányokat szeretett volna látni a középpontban, akiknek „pocakjuk van, böfögnek, nyersek, bolondosak és szórakoztatóak”, ebből született meg az a világ, „amely mindezeket az elemeket magában foglalja”. Inspirációként említette Pong Dzsunho rendezőt is, aki „számos különböző hangulatot és műfajt zsonglőrködik a filmjeiben, amitől azok szinte animációs hatásúak”. Appelhans később csatlakozott a projekthez, miután Kang megosztotta vele az eredeti elképzeléseit. Eredetileg hosszabb szünetet tervezett A kívánságsárkány rendezése után. Azt nyilatkozta: „Mindig is szerettem volna filmet készíteni a zene erejéről – arról, hogyan képes összekötni embereket, örömöt hozni és közösséget építeni.” Kang azt is elmondta, hogy amikor a démonvadászok történetét dolgozták ki, tudatosan kapcsolódtak a „koreai kultúrából származó sámánnőkhöz”, mivel ezek a nők történelmileg „énekkel és tánccal védték falvaikat és közösségeiket”.
Kang elárulta, hogy a Saja Boys megalkotásához olyan koreai fiúbandák szolgáltak inspirációként, mint a Tomorrow X Together, BTS, Stray Kids, Ateez, Bigbang és Monsta X. Csha Unu koreai színész és énekes különösen nagy hatással volt Jinu, a csapat vezetőjének karakterére. A Huntrix három tagját olyan K-pop lánycsapatok inspirálták, mint az Itzy, Blackpink és a Twice. A Mira karaktere Ahn So-yeon koreai modellről mintázódott. Baek Byung-yeul a The Korea Times-ban megjegyezte, hogy mindkét csapat stílusa „összeköti Korea múltját és jelenét”, a Huntrix tagjai norigae medálokat viselnek, amelyeket a modern K-pop divatba integráltak, míg a Saja Boys a „Your Idol” című dalukhoz fekete hanbokban és hagyományos lószőr kalapban lépnek fel, ezzel idézve meg a jeoseung saja, vagyis a koreai halálisten képét. Ezenfelül a Huntrix által használt fegyverek is hagyományos koreai tárgyakon alapulnak. Kang kiemelte, hogy a karakterdizájn vizuális utazást mesél el: a Saja Boys eredetileg „rágógumi pop, nagyon cukormázas, szuperédes” megjelenéssel indulnak, amely fokozatosan sötétül, míg végül „úgy néznek ki, mint az ikonikus Halál, a kalappal”. Appelhans hozzátette, hogy az egyik legnagyobb kihívást a jelmezek jelentették, mivel azok cselekménypontként is funkcionálnak. Megjegyezte, hogy a „Golden” című dal alatt viselt arany jelmezek szimbolizálják a Huntrix álmait, a tökéletességre és feddhetetlenségre való törekvést, amit egyfajta „MacGuffinként” is lehet értelmezni. Azonban a második felvonás végére ez az eszmény vizuálisan is összeomlik: „Rumi ott áll”, miközben az álom „szó szerint és fizikailag is cafatokban lóg” rajta.